# Gymnetis poecila
Gymnetis poecila är en skalbaggsart som beskrevs av Hermann Rudolph Schaum 1848. Gymnetis poecila ingår i släktet Gymnetis och familjen Cetoniidae. Inga underarter finns listade i Catalogue of Life.